# 二代目浅尾為十郎
二代目浅尾為十郎（にだいめ あさお ためじゅうろう）安永8（1779年（安永8年） - 1806年（文化3年）7月25日）は、江戸後期の上方の歌舞伎役者。俳名、山子・奥山。屋号、銭屋。
初代浅尾為十郎の子、1791年（寛政3年）、13歳で浅尾奥次郎と名乗り、若年ながら座元となる。その後興行師を続けながら舞台活動に勤しみ、やがて父の代役を勤めるなど力をつけ、父の存命中の1803年（享和3年）11月、大阪にて二代目為十郎を襲名する。 1804年（文化元年）父の没後は、次代を担う花形役者として注目されるが、その矢先の 1806年（文化3年）大阪中座「のべの書置」での紙屋治兵衛を最期の舞台として、同年7月京で病死。父の陰に隠れて大成出来ぬままに夭折したのが惜しまれる。